# Virus multiplateforme
Un virus multiplateforme est un virus informatique capable d'infecter plusieurs systèmes d'exploitation à partir d'un seul fichier exécutable.

## Mise en œuvre
Les différents systèmes d'exploitation étant en général très dissemblables, écrire un virus multiplate-forme est une tâche complexe. Il existe principalement deux techniques pour la création d'un virus multiplate-forme : 
- on utilise des tests pour déterminer les plates-formes à infecter,
- on écrit un code complètement portable, le plus souvent en assembleur, mais dans un tel cas le processeur cible est imposé[1].

## Mode de propagation
Ce type de virus n'a pas de contrainte particulière concernant sa propagation, autre que celle existant sur des virus communs.

## Virus multiplateformes célèbres
Le virus Winux  est certainement le virus multiplateforme le plus connu : il peut infecter les exécutables ELF de Linux, et les  exécutables PE de Microsoft Windows.